# Командный чемпионат СССР по спидвею 1986

## Высшая Лига

### Финал
| М | Команда                |                                                                                       |           | Матч | Очки |
| - | ---------------------- | ------------------------------------------------------------------------------------- | --------- | ---- | ---- |
| 1 | «Сигнал», г. Ровно     | Виктор Кузнецов Игорь Зверев Игорь Марко Владимир Трофимов                            | 12 9 8    | 1    | 38   |
| 2 | «Жигули», г. Тольятти  | Ринат Марданшин Федор Захаров Александр Шумилов Александр Миклашевский Андрей Волохов | 8 7 6 2 0 | 1    | 23   |
| 3 | «Кузбасс», г. Кемерово | Александр Олейников Владимир Клычков Юрий Павлюченко Евгений Родин                    | 7 6 1     | 1    | 20   |
| 4 | «Турбина», г. Балаково | Олег Волохов Александр Павлов Валерий Гордеев Валерий Шляпугин Сергей Коновалов       | 7 4 2 0   | 1    | 15   |

### Западная Зона
| М | Команда                    | Матч | Очки |
| - | -------------------------- | ---- | ---- |
| 1 | «Сигнал», г. Ровно         | 10   | 16   |
| 2 | «Турбина», г. Балаково     | 10   | 14   |
| 3 | «Цементник», г. Черкесск   | 10   | 11   |
| 4 | «Баррикада», г. Ленинград  | 10   | 7    |
| 5 | «Тайфун», г. Элиста        | 10   | 6    |
| 6 | «Локомотив», г. Даугавпилс | 10   | 6    |

### Восточная Зона
| М | Команда                    | Матч | Очки |
| - | -------------------------- | ---- | ---- |
| 1 | «Жигули», г. Тольятти      | 10   | 16   |
| 2 | «Кузбасс», г. Кемерово     | 10   | 12   |
| 3 | «Восток», г. Владивосток   | 10   | 10   |
| 4 | «Нефтяник», г. Октябрьский | 10   | 10   |
| 5 | «Башкирия», г. Уфа         | 10   | 8    |
| 6 | «Сибирь», г. Новосибирск   | 10   | 4    |

## Первая лига

### Финал
| М | Команда                | Матч | Очки |
| - | ---------------------- | ---- | ---- |
| 1 | «Юность», г. Черкесск  | 2    | 77   |
| 2 | «Урал», г. Стерлитамак | 2    | 61   |
| 3 | «Лтава», г. Полтава    | 2    | 34   |
| 4 | «Труд», г. Мелеуз      | 2    | 20   |

### 1 зона
| М | Команда                  | Матч | Очки |
| - | ------------------------ | ---- | ---- |
| 1 | «Юность», г. Черкесск    | 12   | 24   |
| 2 | «Целиниекс», г. Рига     | 12   | 14   |
| 3 | «Лтава», г. Полтава      | 12   | 12   |
| 4 | «Хазри», г. Баку         | 12   | 12   |
| 5 | «Масис», г. Ереван       | 12   | 8    |
| 6 | «Волна», г. Севастополь  | 12   | 4    |
| 7 | «Арциви», г. Тбилиси     | 12   | 2    |
|   | «Шахтёр», г. Червоноград |      | ИСК  |

команда Шахтер г. Червоноград была исключена из чемпионата за отказ от выездных гонок.
гонка «Целиниекс» Рига — «Шахтёр» Червоноград была прекращена в связи с гибелью гонщика М.Хельма.

### 2 зона
| М | Команда                | Матч | Очки |
| - | ---------------------- | ---- | ---- |
| 1 | «Труд», г. Мелеуз      | 12   | 22   |
| 2 | «Урал», г. Стерлитамак | 12   | 20   |
| 3 | «Луч», г. Фергана      | 12   | 12   |
| 4 | «Салават», г. Салават  | 12   | 12   |
| 5 | «Магнетит», г. Рудный  | 12   | 5    |
| 6 | «Монтажник», г. Тюмень | 12   | 4    |
| 7 | «Кама», свх. Пермский  | 12   | 1    |

## Медалисты
| «Сигнал», г. Ровно     | В.Кузнецов, И.Зверев, И.Марко, Вл. Трофимов,А.Жабчик, В.Колодий, О.Немчук, С.Тершак, А.Кришталь, В.Пастухов, О.Кириленко                     |
| «Жигули», г. Тольятти  | Р.Марданшин, Ф.Захаров, А.Шумилов, А.Миклашевский, А.Волохов, О.Юдахин, И.Сибирев, В.Шарипов, В.Фокин, В.Коротин, М.Похмельнов. В.Большаков, |
| «Кузбасс», г. Кемерово | А.Олейников, В.Клычков, Ю.Павлюченко, Е.Родин, С.Конищев, А.Бельский, С.Кузнецов, В.Титов, В.Чернов                                          |